# 風よ雲よ光よ
「風よ雲よ光よ」（かぜよくもよひかりよ）は日本の政令指定都市の1市で、宮城県の県庁所在地である仙台市が1989年（平成元年）に市制100周年および政令指定都市移行を記念して制定した市歌である。作詞・佐藤久美、補作・宗左近、作曲および編曲：服部克久。

## 解説
仙台市の市歌としては1931年（昭和6年）に河北新報社が選定し市に寄贈した「仙台市民歌」（作詞・佐々木青、作曲・堀内敬三）が存在していたが、戦後は1番の歌詞が軍国主義を想起させるとして忌避され、公的な行事での演奏が行われなくなった。そのため、1989年（平成元年）の市制100周年および政令指定都市移行を記念して新「仙台市民歌」を制定することが企図され河北新報社が企画・制作、仙台市が協賛する形で歌詞の一般公募が行われた。作曲は依頼により服部克久が手掛け、ダ・カーポの歌唱で日本コロムビアがEP盤を製造している。
EP盤では表題が「風よ雲よ光よ 仙台市民歌」とされているが“代替わり”ではなく従来の「仙台市民歌」も廃止に至らず存続しているため、現在は新旧2曲が市歌として並立する状態となっている。にもかかわらず、両曲とも市のサイトでは紹介されていない。
なお、1969年（昭和44年）には市制80周年記念歌「かがやくあゆみ」（作詞・木沢長太郎、作曲・福井文彦）、また1977年（昭和52年）には組曲「仙台讃歌」（作詞・山本太郎、作曲・宍戸睦郎）がそれぞれ作成されているが、現在では「仙台讃歌」が民間のコンサートで取り上げられるのみとなっている。